# Marco Aurélio Pegolo dos Santos
Marco Aurélio Pegolo dos Santos, meglio noto come Chuí (Araçatuba, 23 novembre 1963), è un ex cestista brasiliano.

## Carriera
Con il Brasile ha disputato i Campionati mondiali del 1998, segnando 64 punti in 6 partite, e due edizioni dei Campionati americani (1993, 1995).